# سندرم سوئیت
سندرم سوئیت (انگلیسی: Sweet syndrome) یا درماتوز نوتروفیلی تب‌دار (انگلیسی: Febrile neutrophilic dermatosis) یک بیماری پوستی است که مشخصه‌اش تب، افزایش تعداد گلبول‌های سفید خون، قرمزی، حساس شدن پوست به لمس، سفت‌دانه‌هایی با حاشیهٔ کاملاً مشخص و پلاک‌های پوستی حاوی نوتروفیل در آزمایش بافت‌شناسی است.
این سندرم نخستین بار در سال ۱۹۶۴ توسط «رابرت داگلاس سوئیت» توصیف شد. این بیماری همچنین به افتخار دو بیمار نخستین که سوئیت آن را بر روی آنها بررسی و توصیف کرد، به‌عنوان «بیماری گوم-باتن» نیز شناخته شد.

## انواع بیماری
انواع این بیماری به شرح زیر است:
- سندرم سوئیت کلاسیک یا ایدیوپاتیک
- سندرم سوئیت ناشی از داروها (عوارض دارویی)
- سندرم سوئیت مرتبط با سرطان/بدخیمی‌ها.

سندرم سوئیت اگرچه ممکن است در غیاب سایر بیماری‌های شناخته شده رخ دهد، اما اغلب با بیماری خونی (از جمله سرطان خون، و به‌خصوص لوسمی حاد میلوئیدی)، سرطان‌های توپُر (به ویژه بدخیمی‌های دستگاه ادراری-تناسلی، گوارش و سرطان پستان) و بیماری‌های دستگاه ایمنی از جمله روماتیسم مفصلی، بیماری التهابی روده و بیماری بهجت همراه است.

## درمان
درمان رایج این بیماری پوستی تجویز کورتیکواستروئید‌ها همچون پردنیزون است. ظرف ۷۲ ساعت ضایعات پوستی شروع به بهبود یافته و ظرف ۳ تا ۹ روز از بین می روند. در برخی پژوهش‌ها اثر داروهایی چون پتاسیم یدید، کلشیسین و ایندومتاسین هم بررسی شده است.